# Embriologia do sistema nervoso
A neurogénese, processo de formação do SNC divide-se em três fases:
1. Proliferação
2. Migração
3. Diferenciação

Durante a terceira semana do desenvolvimento embrionário, como resposta a diversos sinais químicos libertados pela mesoderme e notocórdio, uma banda de ectoderme
começa a diferenciar-se e dá origem à placa neural.
A placa neural, por sua vez começa a desenvolver-se de tal forma que cria um sulco longitudinal designado por sulco neural que é delimitado de ambos os lados pelas pregas neurais. No final da terceira semana as pregas neurais devido ao crescimento celular começam a aproximar-se da linha média acabando por se unir na zona das futuras vértebras cervicais e deste modo forma-se o tubo neural – a esta fase de formação do tubo neural dá-se o nome de neurulação primária.
Ao mesmo tempo que ocorre a formação do tubo neural um grupo de células do dorso das pregas neurais diferencia-se e dissocia-se do tubo neural, formando a crista neural. Estas células da crista neural têm a particularidade de possuírem uma grande capacidade migratória e irão dar origem a uma variedade de células nomeadamente os neurónios sensitivos dos gânglios dos nervos raquidianos e de alguns nervos cranianos (neste caso, os derivados do epitélio neuronal, placódios, são induzidos pelo ambiente envolvente do tubo neural e dão origem ao crescimento adicional de uma estrutura tipo crista neural. Os derivados dos placódios são o epitélio olfactivo, a lente do olho, “the hair cells” do ouvido interno e partes de todos os gânglios dos nervos cranianos V, VII, VIII, IX e X), os neurónios pós-ganglionares do SNA, as células de Schwann e as células satélite do SNP.
O tubo neural por outro lado desenvolve todo o SNC e a cavidade que se encontra no seu interior será o sistema ventricular do encéfalo.
A neurulação secundária corresponde à formação da medula espinhal ao nível do sacro depois de ocorrer o encerramento do tubo neural , observando-se a extensão de uma cavidade secundária para uma massa de células na sua parte caudal.
Após o encerramento do tubo neural são visíveis três camadas:
1. Camada neuroepitelial ou periventricular: neuroblastos em mitose
2. Camada do manto ou intermédia: neuroblastos
3. Camada marginal: prologamentos (neuritos) dos neuroblastos

## Desenvolvimento da medula espinhal
Devido à diferente concentração de gradientes químicos e moleculares no meio envolvente do tubo neural, criado pela acção da ectoderme por um lado e do notocórdio e mesoderme por outro, o desenvolvimento ao longo do tubo neural é distinto, pois é induzido conforme o gradiente que cada célula encontra no seu meio extracelular. Este facto é morfologicamente aparente na 4ª semana do desenvolvimento embrionário, ao surgir um sulco longitudinal – o sulco limitante. 
Este surge na parede lateral do tubo neural separando-o numa metade dorsal e numa metade ventral na zona da futura medula espinhal e tronco cerebral. A matéria cinzenta da metade dorsal será a placa alar e a da metade ventral a placa basal, na qual terão origem os neurónios sensitivos e os neurónios motores, respectivamente. No adulto, apesar do sulco limitante já não ser visível, ainda é possível distinguir na medula espinhal um corno posterior e um corno anterior pela ordem anteriormente exposta. Existe ainda um pequeno corno intermédio ao nível das vértebras torácicas e duas primeiras lombares que contém os neurónios da parte simpática do SNA.
Os prologamentos dos neurónios sensitivos (derivados da crista neural) terminam na sua maioria no corno posterior que contém por sua vez a maioria das células cujos axónios formam a via sensitiva ascendente. Em contraste o corno anterior contém os corpos celulares dos neurónios motores somáticos e autónomos, cujos axónios abandonam a medula espinhal e irão enervar o músculo-esquelético ou as células dos gânglios autónomos.
As células neuroepiteliais que constituem o tubo neural vão dar origem às células nervosas primitivas – os neuroblastos. Os neuroblastos migram podendo constituir a camada do manto, uma zona em torno da camada neuroepitelial que formará posteriormente a substância cinzenta da medula espinhal e as projecções dos neuroblastos emergem da camada do manto para a camada marginal que constitui depois devido à posterior mielinização a substância branca da medula espinhal.
No terceiro mês de desenvolvimento, a medula abrange toda a extensão do embrião e os nervos raquidianos atravessam os buracos intervertebrais no seu nível de origem. No entanto, com o crescimento do embrião, verifica-se que a coluna vertebral e a dura mater crescem a um ritmo mais acelerado que o tubo neural e a extremidade terminal da medula espinhal desloca-se progressivamente para um nível mais cranial (ao nascimento a sua extremidade situa-se ao nível da terceira vértebra lombar). Devido ao crescimento desproporcional, os nervos raquidianos dirigem-se obliquamente do seu segmento de origem na medula espinhal para o nível correspondente da coluna vertebral. A dura mater permanece fixa à coluna vertebral a nível coccígeo.
Em adultos a medula espinhal termina ao nível de L2/L3, enquanto a dura mater e o espaço sub-aracnoideu se estendem até S2. Abaixo de L2 e L3 uma extensão filiforme da pia mater forma o filamento terminal que se fixa ao periósseo da primeira vértebra coccígea e que marca o tracto de regressão da medula espinhal. As fibras nervosas abaixo da extremidade terminal da medula espinhal constituem colectivamente a cauda de cavalo ou cauda equina (uma punção lombar é feita a um nível lombar inferior evitando assim a extremidade inferior da medula espinhal).

## Desenvolvimento do encéfalo
O sulco limitante não se estende cefalicamente para além do tronco cerebral. A parte mais cefálica do tubo neural, após se dar o encerramento o neuroporo cefálico com a membrana terminal seguido do fecho do neuroporo caudal, irá desenvolver-se de um outro modo, através da formação de vesículas. Com o encerramento das extremidades do tubo neural, a proliferação de células obriga à formação de certas estruturas dilatadas que são as vesículas primárias bem como ao aparecimento de primeiro duas e depois três curvaturas.

### Vesículas primárias
Durante a 4ª semana três vesículas primárias aparecem e tornam-se evidentes. No sentido cefálico para caudal estas vesículas serão designadas de prosencéfalo (forebrain), mesencéfalo (midbrain) e rombencéfalo (hindbrain).O prosencéfalo desenvolve-se no cérebro, o mesencéfalo fará parte do tronco cerebral e o rombencéfalo diferenciar-se-á para formar todo o resto do tronco cerebral e cerebelo.
Estas vesículas não estão dispostas linearmente mas apresentam duas curvaturas:
- A curvatura cefálica – ocorre entre o prosencéfalo e o mesencéfalo;
- A curvatura cervical – entre o rombencéfalo e a medula espinhal;

No adulto estas localizam-se ao nível do cérebro e tronco cerebral e, do tronco cerebral e áxis respectivamente.

### Vesículas secundárias
Com o desenvolvimento progressivo do encéfalo, durante a 5ª semana, cinco vesículas secundárias podem ser distinguidas.
- O prosencéfalo dará origem ao telencéfalo (fim do encéfalo) e diencéfalo (dentro e entre o encéfalo);
- O mesencéfalo permanece indivisível;
- O rombencéfalo desenvolve-se em metencéfalo e mielencéfalo.

Por seu turno estas cinco vesículas darão origem:
- Telencéfalo – hemisférios cerebrais;
- Diencéfalo – tálamo, hipotálamo, retina e outras estruturas;
- Mesencéfalo;
- Metencéfalo – protuberância e cerebelo;
- Mielencéfalo – bulbo.

Entretanto surge ainda uma terceira curvatura, a curvatura pôntica entre o metencéfalo e o mielencéfalo que não persistirá no adulto mas que é muito importante ao nível do desenvolvimento embrionário. Com o desenvolvimento da curvatura pôntica, as paredes do tubo neural afastam-se, formando uma cavidade em forma de diamante (daí o nome rombencéfalo) de tal forma que apenas permanece um tecto com uma parede muito fina. O espaço aí criado será o quarto ventrículo. 
Apesar da parte basal e alar do tronco cerebral ainda estarem separados pelo sulco limitante, este movimento das células da parte alar para a parte lateral da estrutura tem como consequência que tanto a parte basal como a alar estejam situados no chão do quarto ventrículo, os primeiro medialmente e os segundo lateralmente. Este facto é importante para compreender a disposição dos nervos cranianos. 
Assim a placa alar do metencéfalo cefálico acaba por formar os lábios rômbicos. Estes continuam a crescer, até que se fundirem na linha média para formarem uma linha transversa que será o cerebelo.

### Desenvolvimento do telencéfalo e diencéfalo
Os eventos subsequentes são dominados pelo crescimento do telencéfalo. Esta porção do tubo neural começa por formar duas dilatações que serão os hemisférios cerebrais e que entram em contacto através da lâmina terminal. A parte basal do telencéfalo junto ao diencéfalo desenvolve-se para formar massas cinzentas primordiais designadas de gânglios basais ou núcleos basais.
Ao mesmo tempo as paredes do diencéfalo diferenciam-se para formar o tálamo e o hipotálamo separados um do outro pelo sulco hipotalâmico.
Com o contínuo crescimento do telencéfalo este acaba por cobrir o diencéfalo, até que eventualmente estas duas estruturas se fundem. A superfície telencefálica que ultrapassa essa área de fusão desenvolve-se numa porção do córtex cerebral – a ínsula. O córtex adjacente à ínsula expande-se grandemente durante os meses seguintes até que a própria ínsula fica completamente oculta (isto dá-se principalmente devido ao crescimento do lobo temporal). Este desenvolvimento dá-se em forma de C e verifica-se que os hemisférios são inicialmente estruturas lisas, que depois com o contínuo crescimento e o facto de estarem confinados a um espaço demasiado reduzido para o seu tamanho adquira inúmeras circunvoluções.

#### Desenvolvimento do Sistema de Ventrículos
Por outro lado a cavidade do tubo neural persiste como o Sistema de Ventrículos. À excepção do canal central rudimentar da medula espinhal e medula caudal. Os ventrículos fornecem locais de armazenamento do líquido cefalorraquidiano e estão localizados nas maiores divisões do SNC.
- A cavidade da protuberância e bolbo rostral é o quarto ventrículo.
- A cavidade no diencéfalo é o terceiro ventrículo;
- Cada hemisfério cerebral possui um ventrículo lateral;
- Os ventrículos laterais comunicam com o terceiro ventrículo através do buraco interventricular;
- O terceiro ventrículo comunica com o quarto ventrículo através do aqueduto cerebral localizado no mesencéfalo.

Nos tectos do terceiro e quarto ventrículos, bem como numa área em forma de C nos ventrículos laterais, devido ao facto de serem extremamente finos verifica-se a invaginação de pequenos vasos sanguíneos que formarão o plexo coroideu, que será responsável pela produção da grande maioria do líquido cefalorraquidiano. 

#### Comissuras
Em adultos, alguns feixes de fibras cruzam a linha média, constituindo as comissuras nervosas. Estas ligam os hemisférios cerebrais. Os feixes de fibras mais importantes derivam da lâmina terminal e que são a comissura anterior, a comissura hipocampal e o corpo caloso. A comissura anterior é a primeira a aparecer e consiste em fibras que ligam o bolbo olfactivo e áreas cerebrais relacionadas de um hemisfério às do lado oposto.
A segunda comissura a surgir é a comissura hipocampal ou comissura do fornix – as suas fibras originam-se no hipocampo e convergem para a lâmina terminal e depois para o corpo mamilar e hipotálamo, formando um sistema em arco.
O corpo caloso sendo a comissura mais relevante, aparece por volta da 10ª semana do desenvolvimento e liga as áreas não olfactivas do córtex cerebral direito e esquerdo.
As outras três comissuras que existem e não se desenvolvem da lâmina terminal são a comissura posterior e a comissura habenular, que se situam imediatamente abaixo e em posição rostral em relação à glândula pineal e por último o quiasma óptico, que surge na parte rostral em relação ao diencéfalo.

## Células Gliais
Relativamente às células gliais estas têm origem nas células neuroepiteliais depois de cessarem a produção de neuroblastos e constituirem assim, os glioblastos. Os glioblastos migram da camada neuroepitelial para as camadas do manto e marginal. Na camada do manto diferenciam-se em astrócitos protoplasmáticos e astrócitos fibrosos. Na camada marginal surgem os oligodendrócitos. 
Na segunda metade do desenvolvimento do SNC surgem ainda as células microgliais - microglia. Quando as células neuroepiteliais deixam de produzir quer neuroblastos quer glioblastos diferenciam-se em células ependimárias, revestindo os ventrículos do encéfalo e canal central da medula espinhal